# Niklas Landin Jacobsen

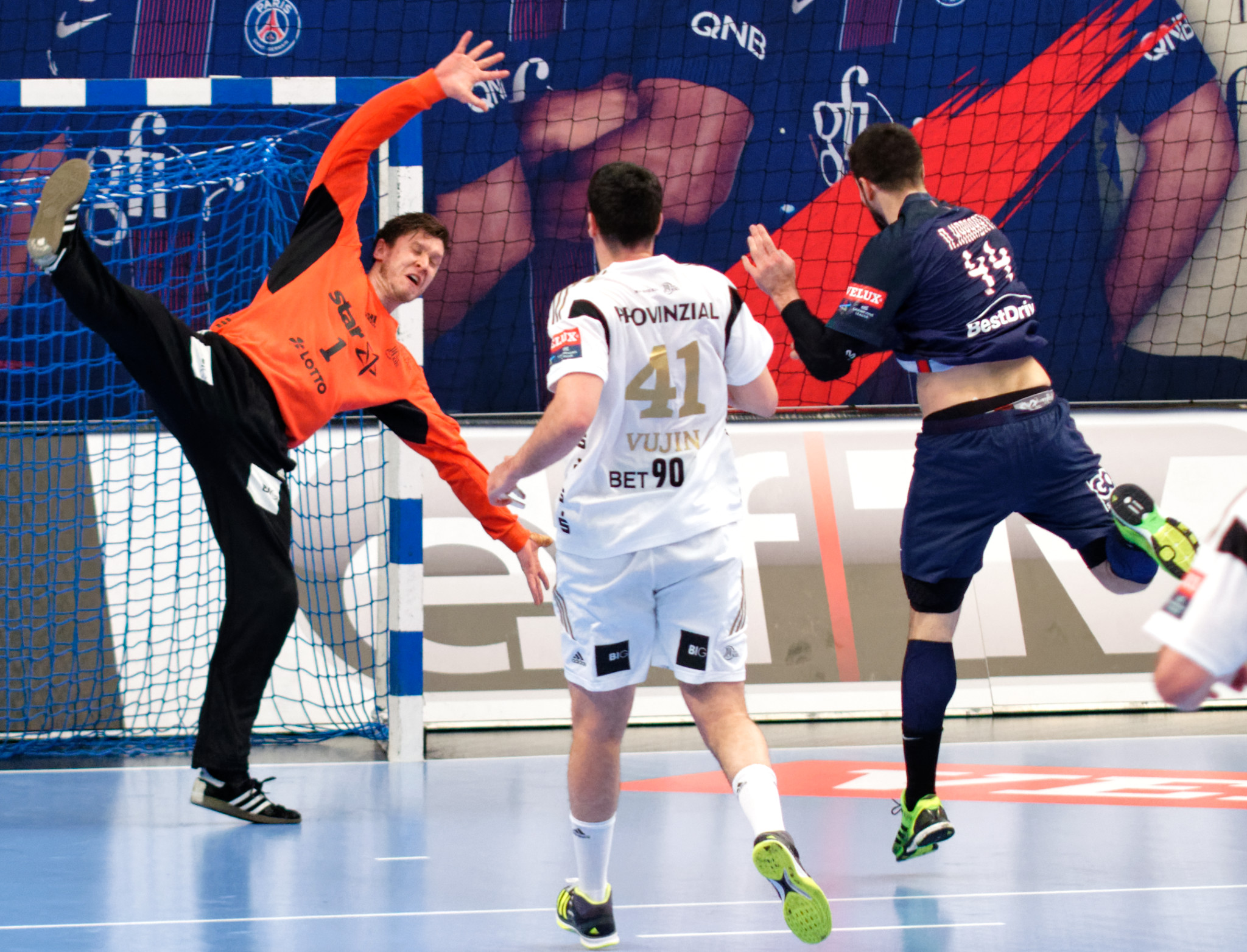
Niklas Landin Jacobsen tente de s'imposer de manière spectaculaire face à Nikola Karabatic, le 12 mars 2017.

Niklas Landin Jacobsen, né le 19 décembre 1988 à Søborg est un handballeur danois évoluant au poste de gardien de but.
Avec l'équipe nationale du Danemark, il a remporté les trois compétitions internationales : champion d'Europe en 2012 puis champion olympique en 2016, il remporte ensuite trois Championnats du monde consécutifs en 2019 à domicile, en 2021 et en 2023.
À titre individuel, il a notamment été élu meilleur handballeur mondial de l'année à deux reprises, en 2019 et en 2021.

## Biographie
En 2011, lors du championnat du monde en Suède, il est le gardien titulaire de l'Équipe du Danemark qui remporte la médaille d'argent après avoir contraint la France à disputer des prolongations. Outre sa participation au bon parcours de son équipe, il est notamment élu homme du match lors de la demi-finale remportée face à l'Espagne, bien que l'arrière gauche danois Mikkel Hansen ait inscrit 10 buts dans ce match.
Le 3 février 2011, il s'engage avec le club de Rhein-Neckar Löwen, pensionnaire de la Bundesliga à compter de la saison 2012-2013.
En janvier 2012, il remporte le championnat d'Europe en Serbie avec la sélection Danoise, il est notamment élu homme du match lors de la finale face aux serbes, réalisant 21 arrêts.
En janvier 2014, lors de l'Euro 2014, il est élu meilleur gardien de la compétition avant la finale où lui et son équipe subissent la domination de l'équipe de France : il réalise très peu d'arrêts et son équipe s'incline en encaissant 41 buts. Après la large défaite en finale du Mondial 2013 face à l'Espagne (19-35), c'est la deuxième fois consécutive où les Danois passent complètement à côté de leur match. Pour Landin, c'est aussi la deuxième compétition consécutive où il est élu – avant la finale... – meilleur gardien de la compétition
Après avoir été courtisé par le Paris Saint-Germain et le FC Barcelone, le 7 août 2014, il annonce s'être engagé pour 3 ans avec le THW Kiel à partir de la saison 2015-16.
Il participe aux Jeux olympiques de Rio, où Landin et les coéquipiers sont sacrés champions olympiques à la suite de leur victoire contre la France 28 à 26.. Le Danemark est ainsi champion olympique pour la première fois chez les hommes. Landin, décisif, est élu meilleur gardien de la compétition
Au THW Kiel, Landin et son équipe s'incline à deux reprises aux portes de la finale à quatre de la Ligue des champions , s'inclinant en quarts de finale lors des saisons 2016-2017 et 2017-2018. Il remporte néanmoins avec son club la coupe d'Allemagne en 2017.
Après l'élimination surprise en huitièmes de finale face à la Hongrie au Mondial 2017, Landin réalise de bonnes performances lors de Euro 2018 en Croatie, mais inexistant en demi-finale, il ne peut empêcher la Suède d'accéder en finale au bout du suspense à la suite des prolongations (34-35). Son équipe se fait battre ensuite par la France lors du match pour la troisième place et son équipe finit au pied du podium.
Durant le championnat du monde 2019 co-organisé par le Danemark et l'Allemagne, Landin et son équipe réalisent un sans-faute durant leur parcours, écartant la France en demi-finale (38-30) puis la Norvège en finale devant leur public à Herning : le Danemark et Landin sont champions du monde. Pour Landin, par ailleurs élu meilleur gardien pour la quatrième fois dans une grande compétition, il s'agit du troisième titre majeur après l'Euro 2012 et le titre olympique en 2016
En juin 2024, il est nommé avec la skipper Anne-Marie Rindom porte-drapeau de la délégation danoise aux Jeux olympiques d'été de 2024.

## Palmarès

### En club
Compétitions internationales
- Ligue des champions (C1)
  - Vainqueur (1) :  2020
  - Finaliste (1) :  2024
- Coupe de l'EHF (C3)
  - Vainqueur (2) : 2013, 2019

Compétitions nationales
- Championnat du Danemark
  - Vainqueur (1) : 2007, 2024
  - Deuxième (2) : 2011, 2012
- Coupe du Danemark
  - Finaliste en 2007, 2008, 2024
- Championnat d'Allemagne
  - Vainqueur (2) : 2020, 2021
  - Deuxième (3) : 2014, 2015, 2019
  - Troisième (3) : 2013, 2016, 2017
- Coupe d'Allemagne
  - Vainqueur (3) : 2017, 2019, 2022
- Supercoupe d'Allemagne
  - Vainqueur (3) : 2015, 2021, 2022

### En équipe nationale
Jeux olympiques
- 6e place aux Jeux olympiques 2012 à Londres,  Royaume-Uni
- Médaille d'or aux Jeux olympiques de 2016 à Rio de Janeiro,  Brésil
- Médaille d'argent aux Jeux olympiques de 2020 à Tokyo,  Japon
- Médaille d'or aux Jeux olympiques de 2024 à Paris,  France

Championnats du monde
- 4e place au championnat du monde 2009,  Croatie
- Médaille d'argent au championnat du monde 2011,  Suède
- Médaille d'argent au championnat du monde 2013,  Espagne
- 5e place au championnat du monde 2015,  Qatar
- 10e place au championnat du monde 2017,  France
- Médaille d'or au championnat du monde 2019,  Danemark et  Allemagne
- Médaille d'or au championnat du monde 2021,  Égypte
- Médaille d'or au championnat du monde 2023,  Pologne et  Suède

Championnats d'Europe
- 4e place au championnat d'Europe 2010,  Autriche
- Médaille d'or au championnat d'Europe 2012,  Serbie
- Médaille d'argent au championnat d'Europe 2014,  Danemark
- 6e place au championnat d'Europe 2016,  Pologne
- 4e place au championnat d'Europe 2018,  Croatie
- 13e place au championnat d'Europe 2020,  Suède
- Médaille de bronze au championnat d'Europe 2022,  Hongrie et  Slovaquie
- Médaille d'argent au championnat d'Europe 2024,  Allemagne

Sélections de jeunes
- vainqueur du championnat du monde jeunes en 2007

### Distinctions individuelles
Distinctions générales
- Élu meilleur handballeur mondial de l'année 2019[6] et 2021
- élu meilleur handballeur de l'année au Danemark en 2012, 2014 et 2020
- Élu meilleur joueur du meilleur handballeur de l'année en Allemagne (1) : 2021

Distinctions en équipe nationale
- Élu meilleur gardien du championnat du monde (2) : 2013 et 2019
- Élu meilleur gardien du championnat d'Europe 2014[2]
- Élu meilleur gardien des Jeux olympiques (2) : 2016 et 2024
- élu international danois de la saison en 2014, 2020 et 2021

Distinctions en club
- Élu meilleur gardien de la Ligue des champions (5) : 2014, 2016, 2020, 2021 et 2022
- Élu meilleur gardien du Championnat d'Allemagne (3) : 2014, 2015 et 2017